# تجمع الشيخ صالح (العبر)

تعديل مصدري - تعديل

تجمع الشيخ صالح هو "تجمع بدوي" في عزلة العبر بمديرية العبر التابعة لمحافظة حضرموت، بلغ تعداد سكانها 27 نسمة حسب تعداد اليمن لعام 2004.